# 张伯烈

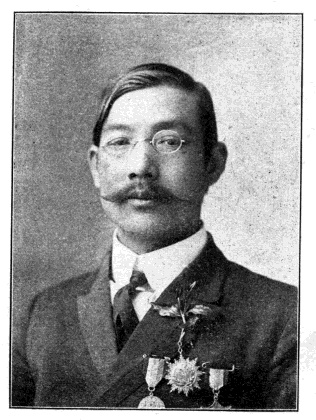
《民国之精华》中的张伯烈照片

张伯烈（1872年—1934年）男，字亚农，号益三，中国湖北随县南关人。清末民初政治人物、律师。

## 生平
清光绪卅一年（1905年），张伯烈留学日本学习法律，在东京创办了“湖北地方自治研究会”并出版有刊物，宣传地方自治理念以及民主思想。清光绪卅三年（1907年），张伯烈回到中国，任粤汉川铁路公司总理，年余又回到日本学习法政。清宣统元年（1909年），张伯烈与江元吉、夏道南被推举为湖北留学生代表，回到湖北维护铁路路权，反对张之洞将粤汉铁路、川汉铁路修筑权让与外国列强。后张伯烈和刘心源、密昌墀等人又被推举为代表赴京师请愿，迫使清政府同意成立湖北商办铁路协会。事成之后，张伯烈回到日本继续学业。清宣统二年（1910年），张伯烈任河南提学使，在任内创办了开封女子师范学堂并任堂长。后张伯烈南下参加武昌起义。
中华民国于1912年1月1日在南京成立后，张伯烈任南京临时参议院议员。1912年2月，南京临时政府因财政困难，孙中山联络流亡日本的盛宣怀准备以汉冶萍公司的矿产作抵押向日本方面借款。张伯烈获悉后连忙报告湖北临时议会，湖北临时议会讨论决议反对，并电请江西议会配合，且派代表赴南京开展游说活动，最终迫使借款之事流产。不久，南京临时参议院通过决议，拟以全中国的赋税作为抵押向俄国银行借款，张伯烈因反对无效而负气辞职。1912年4月，临时参议院由南京迁到北京，张伯烈复任北京临时参议院议员。1912年初，张伯烈等人发起成立民社（继而改称共和党），支持黎元洪。1912年8月，黎元洪杀害武昌首义元勋张振武及其部下方维后，全中国舆论大哗，张伯烈等人也在临时参议院上对此事提出了严厉的质询。当晚，袁世凯私下疏通张伯烈与时功玖、郑万瞻、刘成禺等湖北籍议员，此事最终不了了之。
1913年4月8日，中华民国第一届国会在北京召开，张伯烈任众议院议员，并被评为“武昌首义乙等勋”。国会遭到袁世凯解散后，张伯烈任总统府政治谘议。1913年5月，张伯烈加入进步党，旋即退出并另组新共和党，担任本部干事，拥护袁世凯。1915年袁世凯称帝，封黎元洪为“武义亲王”，张伯烈建议黎元洪不接受“武义亲王”封号。1915年，张伯烈因对袁世凯不满而辞职。1916年袁世凯死后，张伯烈由黎元洪电召入北京。此后张伯烈创办了张维学社。1917年9月，响应孙文号召，南下广州，担任非常国会议员，孙文虽曾任命他为大元帅府秘书，却于10月24日辞职。重开国会之后，张伯烈仍担任众议院议员的职务。1922年，张伯烈出任众议院副议长。1923年，曹锟贿选总统，曹锟向张伯烈许诺称，当选后任命其为湖北省省长，张伯烈遂同众议院议长吴景濂积极为曹锟买选票，但后来因为曹锟在第二次直奉战争中兵败被囚禁，张伯烈最终未能如愿当上湖北省省长，仅得任两湖巡阅使署秘书的职务。曹锟、吴佩孚下台后，张伯烈北上天津任执业律师。晚年，张伯烈在北平闲居。1934年，张伯烈病逝。

## 著作
张伯烈的著作有《商办湖北铁路意见书》、《假定中国宪法》等，并曾主编《湖北地方自治研究会月刊》。 